# Constantin Dausch

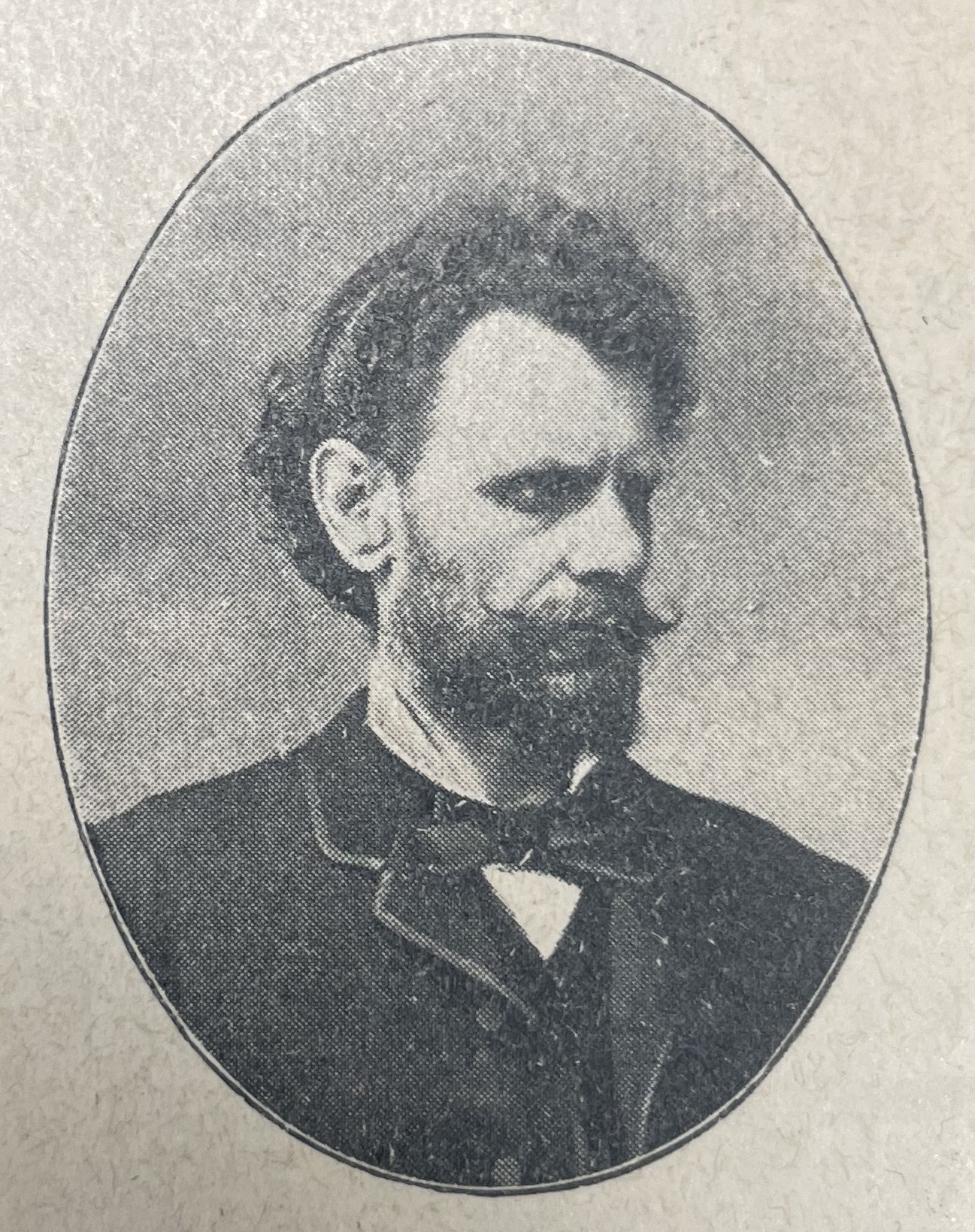
Constantin Dausch

Constantin Dausch (* 30. November 1841 in Waldsee, Württemberg; † 12. Juli 1908 in Rom) war ein deutscher Bildhauer. 

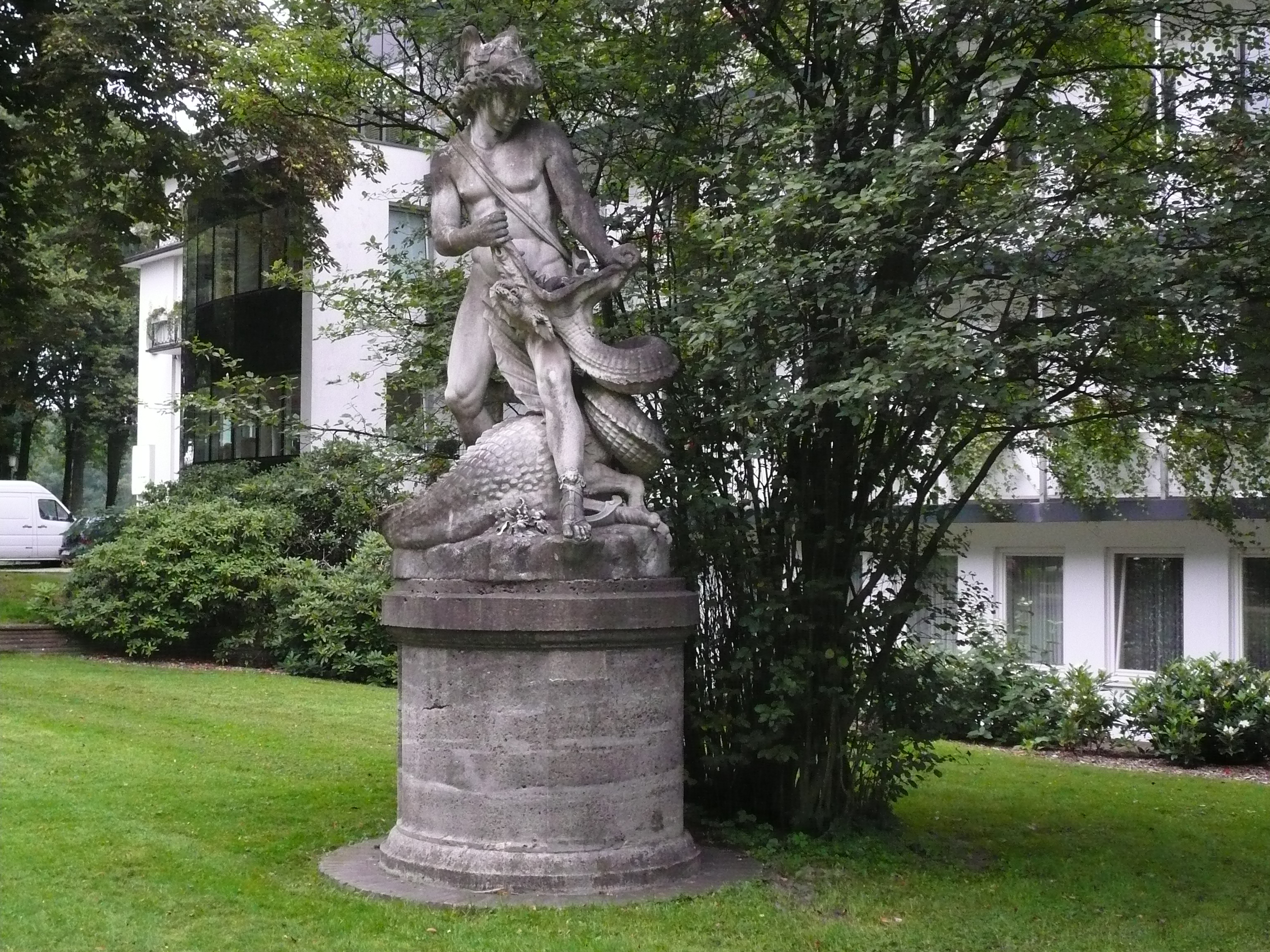
Siegfried, der Drachentöter von C. Dausch in Bremen

## Leben
Dausch begann als Steinmetz, der für Dekorierungsarbeiten am Rathaus in München eingesetzt wurde. Danach studierte er an der Kunstakademie dieser Stadt. 1868 erhielt er ein Reisestipendium, mit dem er nach Rom zog und dort ab 1873 zusammen mit Peter Feile eine eigene Werkstatt im ehemaligen Atelier von Antonio Canova einrichtete, dessen Stil er übernahm und mit bewegten Draperien anreicherte. Auch Dausch arbeitete überwiegend in Carrara-Marmor. Seine Figurengruppe Simson und Delila wurde 1873 auf der Weltausstellung in Wien gezeigt. Anschließend schuf er eine große Anzahl Skulpturen mit allegorischen oder mythologischen Themen, darunter vor allem Grabmalplastiken. Bis zu seinem Tod blieb er in Rom tätig.

## Werke (Auswahl)
- Simson und Delila, 1873
- Kalliope und Erato
- Der Tag
- Die Nacht
- Jugend
- Alter
- Caritas
- Porträtbüste Fürst Friedrich zu Waldburg-Wolfegg und Waldsee
- Jesusknabe mit Dornenkrone
- Merkur, seit 1916 in der Handelskammer Hamburg[1]
- Siegfried der Drachentöter, Muschelkalk, 1875 für Knoops Park in Bremen, dann Bremer Bürgerpark[2]
- Jüngling und Schicksalsgöttin, 1878 für Knoops Park, dann seit 1890 im Bremer Bürgerpark
- Büste C. H. Wätjen, 1887, Bremen-Blumenthal
- Musica, 1877/78, Knoops Park, dann Bremer Bürgerpark
- Grabmal Georg Feuerstein, 1907, Bregenz, Friedhof
- Grabmal Wolff, 1896, Kassel, Staatliche Kunstsammlungen
- Johann Georg Kohl, Marmorbüste, Bremen, Staats- und Universitätsbibliothek
- Heinrich Müller, Gipsbüste, um 1878, Focke-Museum Bremen

Weitere Werke auf den Friedhöfen Hamburg-Ohlsdorf und Bremen-Riensberg
- Patenschaftsgrab Bookmann ex Wolff, 1896, Friedhof Ohlsdorf, Hamburg